# Bresimo
Bresimo é uma comuna italiana da região do Trentino-Alto Ádige, província de Trento, com cerca de 292 habitantes. Estende-se por uma área de 41 km², tendo uma densidade populacional de 7 hab/km². Faz divisa com Ultimo (BZ), Rumo, Rabbi, Livo, Cis, Malé e Caldes.